# Palais Kolowrat
Le Palais Kolowrat est un complexe baroque de deux maisons d’origine gothique, situé sur le marché aux fruits de Prague dans la Vieille Ville de Prague. Le palais abrite notamment le théâtre Kolowrat. Cette demeure aristocratique appartient à la famille aristocratique Kolowrat.

## Histoire du palais

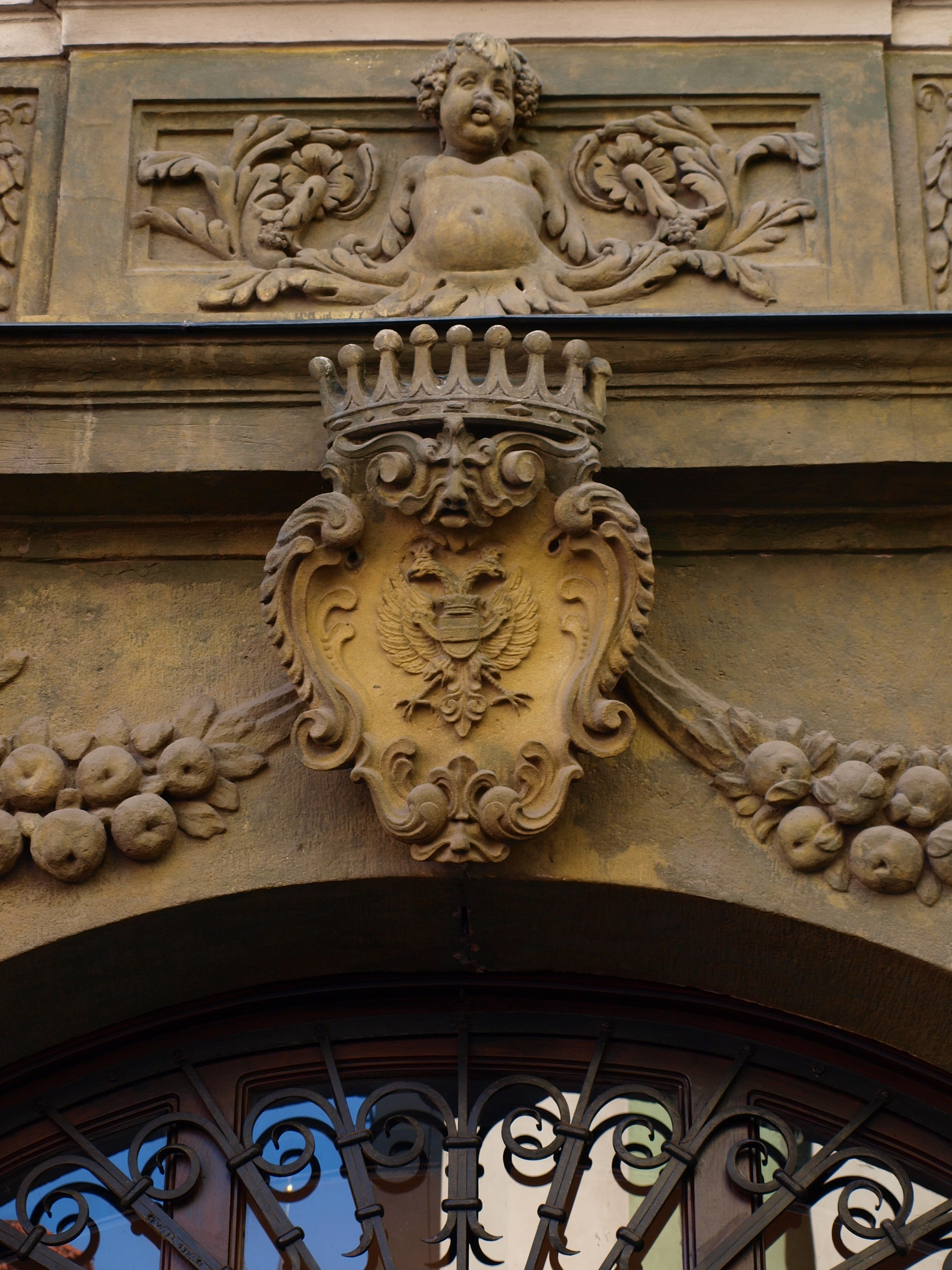
Armoiries des Kolowrat au-dessus de l'entrée du palais

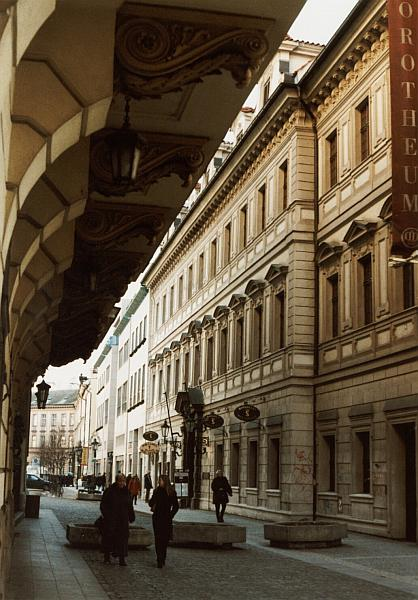
Palais Kolowrat, vue sous le balcon du théâtre des États

La propriété de la famille aristocratique tchèque Kolowrat a acquis la première maison en 1670, la deuxième maison en 1697. La reconstruction baroque totale des deux maisons s’est terminée en 1725, reconstruction probablement conçue par l'architecte italien Giovanni Domenico Orsi. 
À ce jour, les bâtiments à quatre ailes n’ont conservé qu’une façade sur le Marché aux fruits, avec voûtes baroques au rez de chaussée et plafonds avec poutres peintes au 1er étage. 

## Après 1989
En 1991 le palais a subi une reconstruction, puis a été restituée à la famille Kolowrat . Son premier propriétaire a été le comte Jindřich Kolowrat-Krakowský (1897-1996).  En 1993, il loua le palais au théâtre national de Prague pour une durée de 20 ans, au loyer symbolique d'une couronne tchèque par an. Ce patronage du théâtre national se poursuit aussi avec ses descendants ,,. 
La partie supérieure du palais est désormais  appelée Théâtre Kolowrat. Le palais est relié au bâtiment voisin du théâtre des États par un couloir souterrain. 
En 2014, le Théâtre national a décidé de quitter le palais Kolowrat. Toutefois, les Kolowrat-Krakowsky ont fourni au théâtre national l’ensemble du bâtiment technique voisin pour une couronne symbolique, sans laquelle le théâtre des États n’aurait pas été concevable.

## Galerie

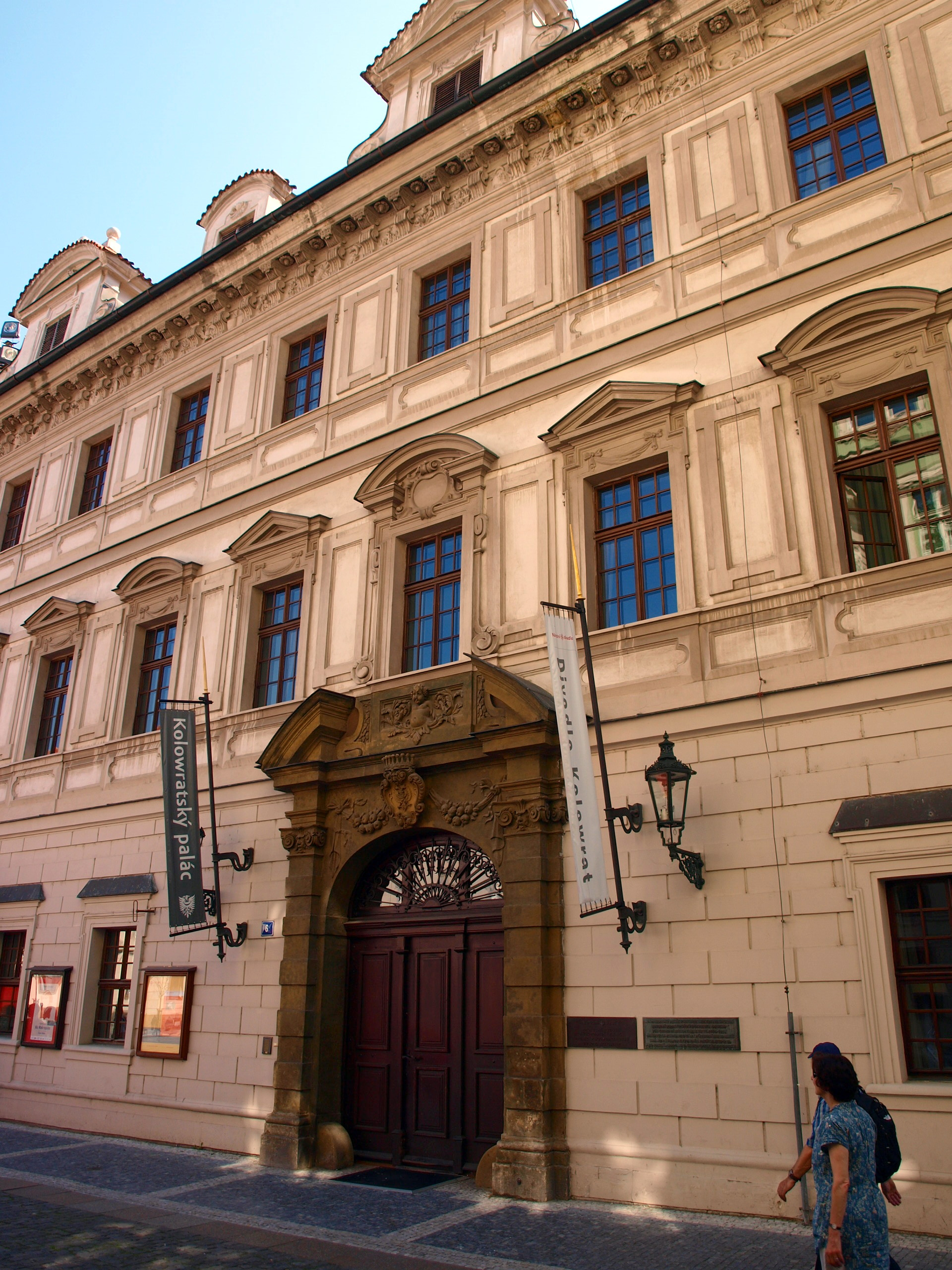
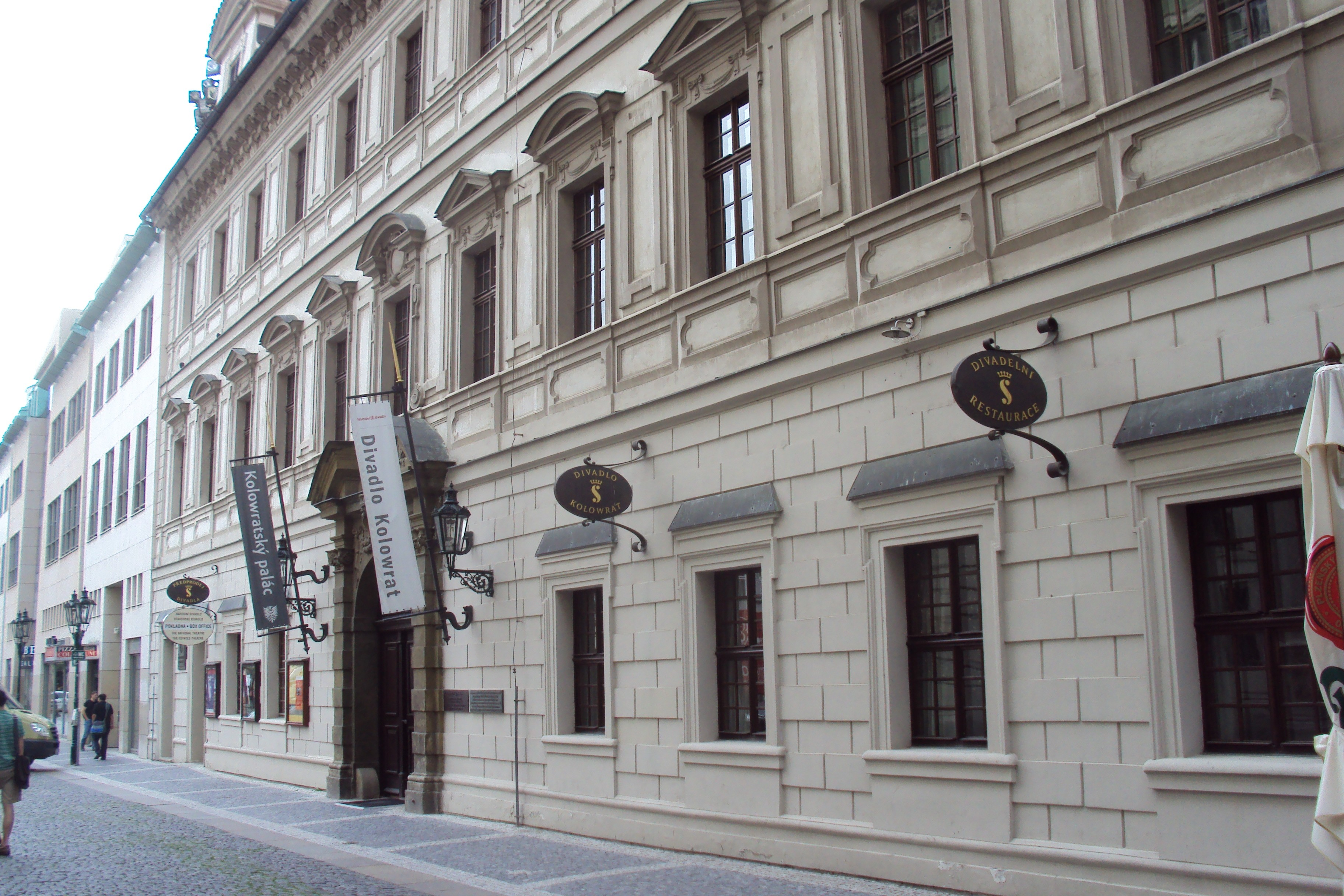
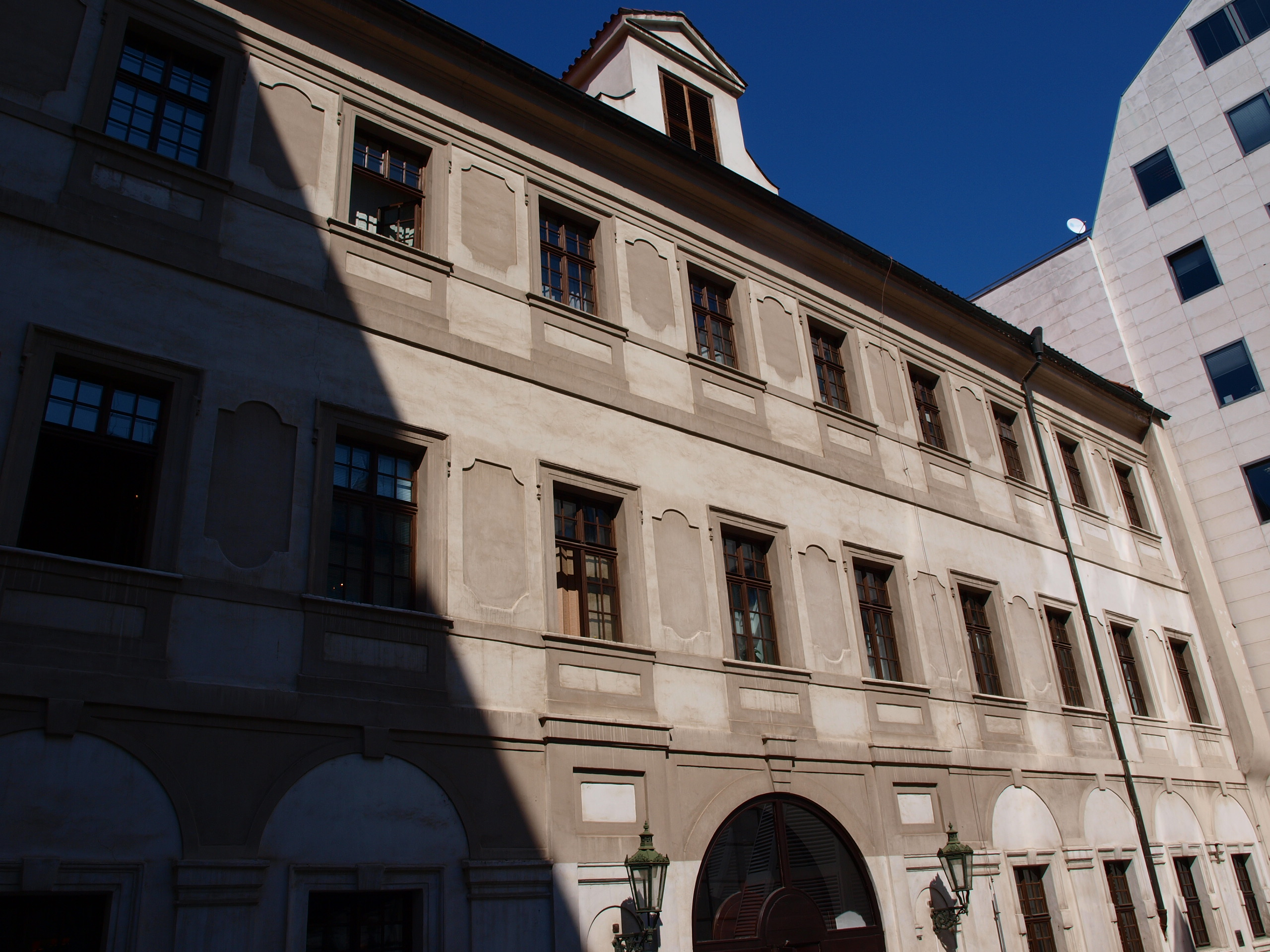
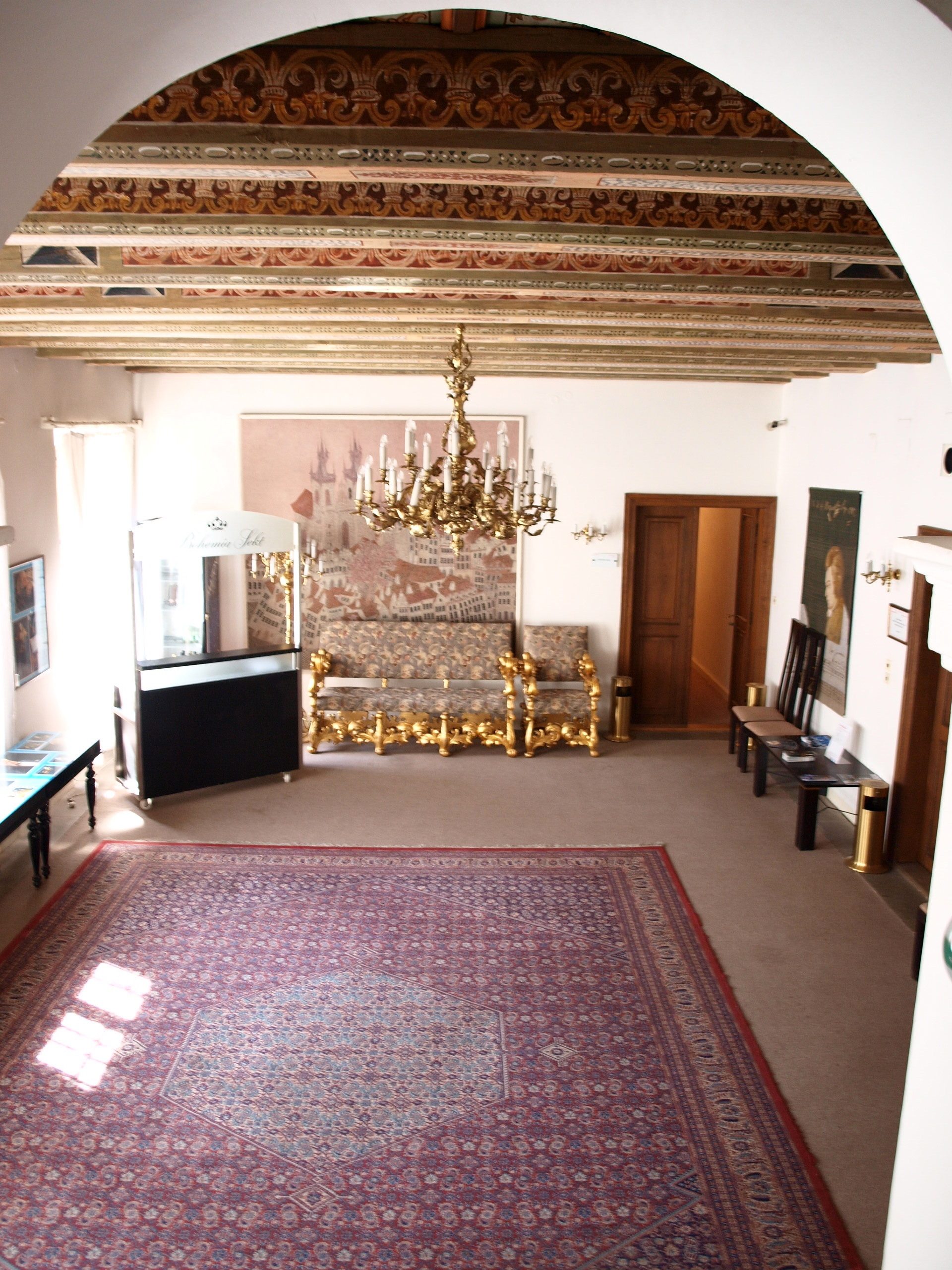
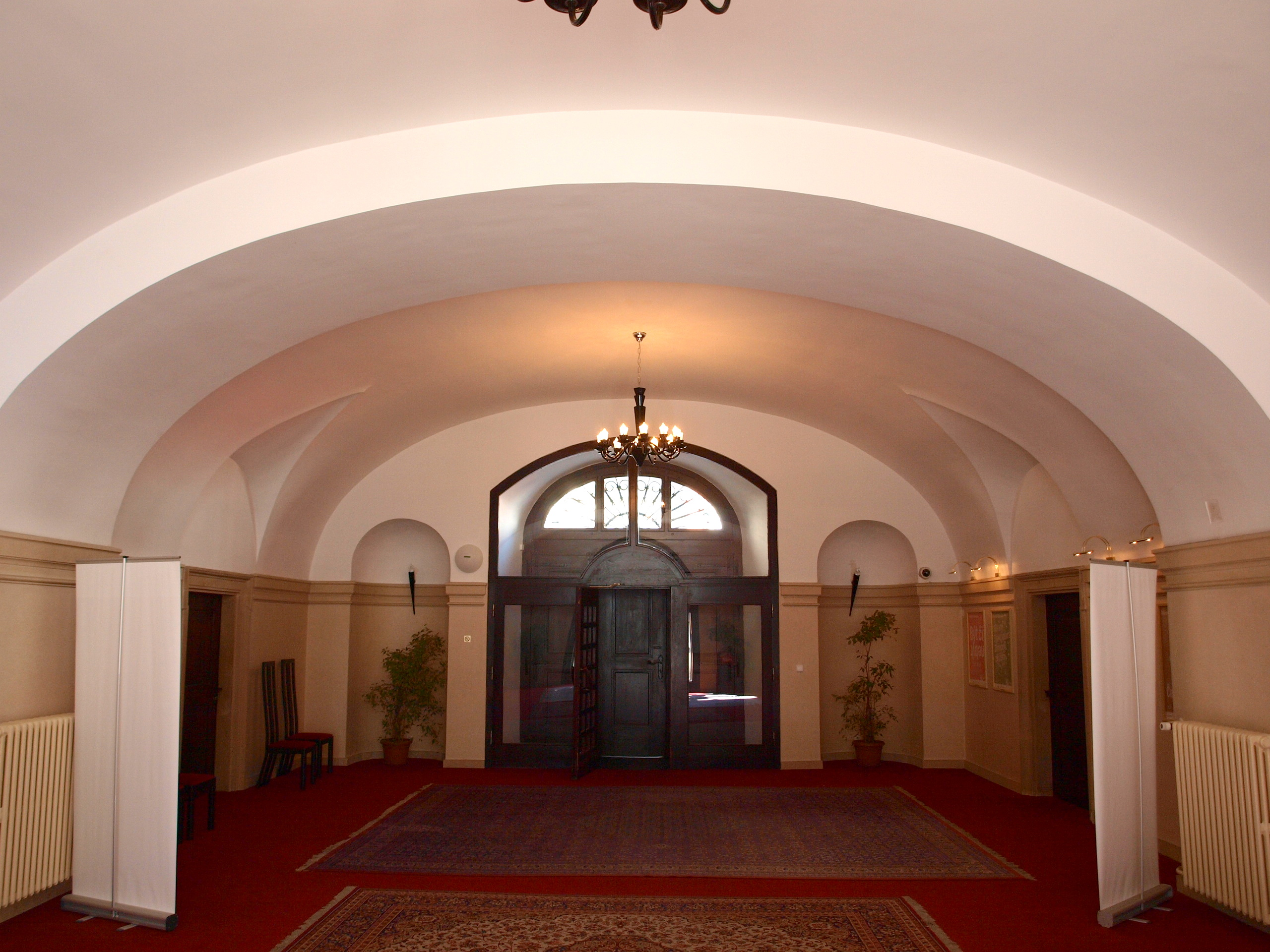
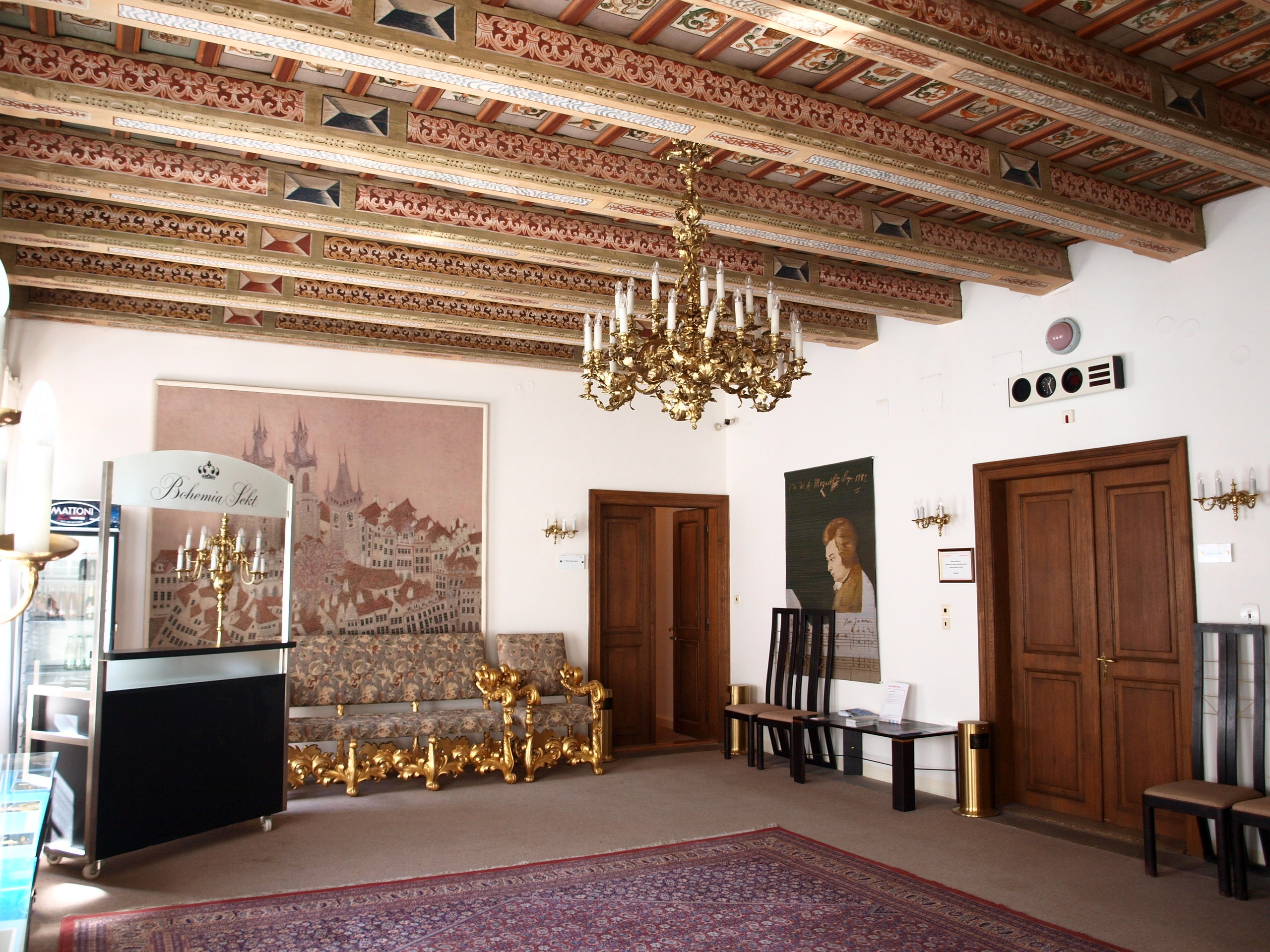
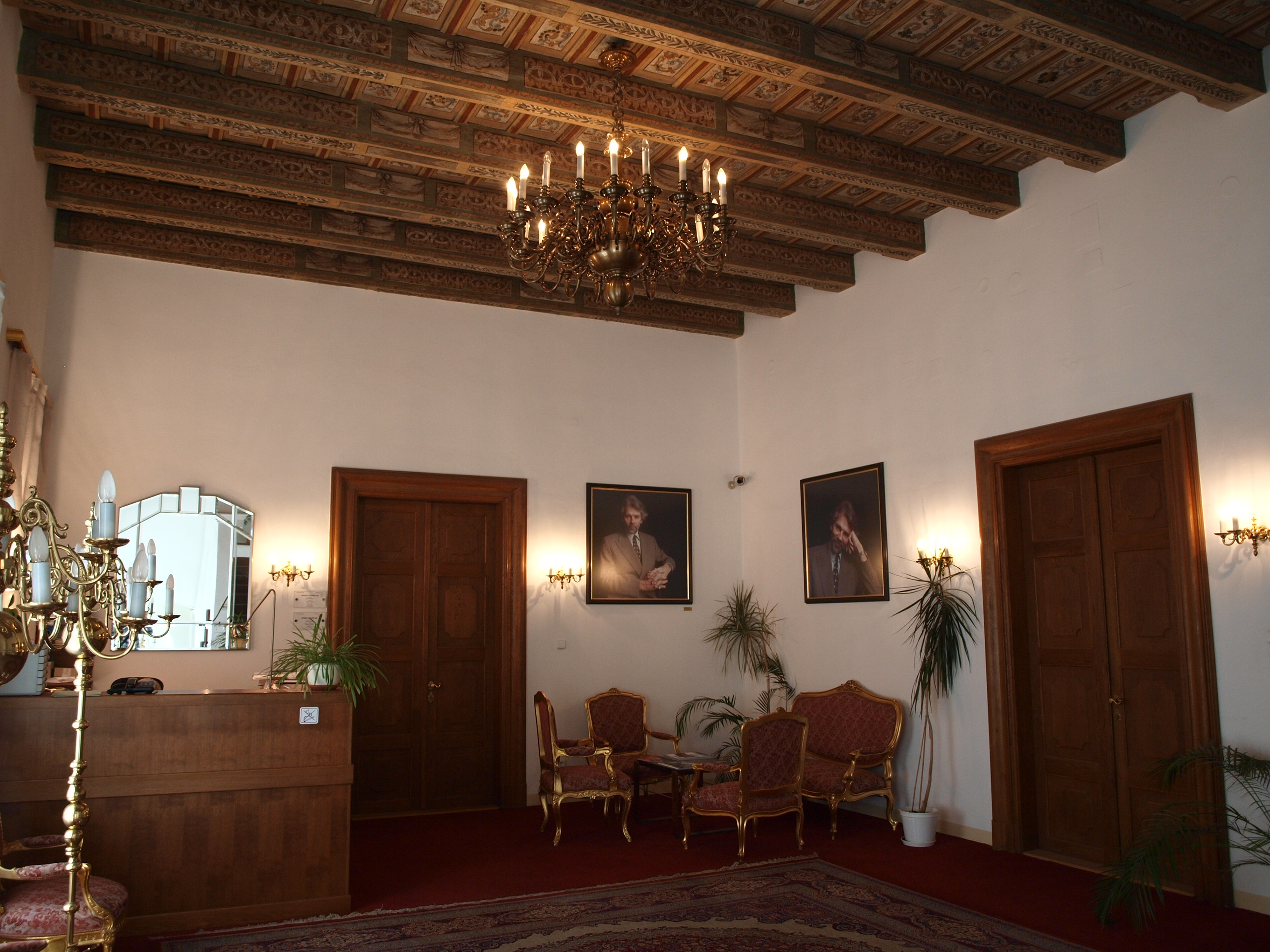